# Conquest of the New World
Conquest of the New World est un jeu vidéo de stratégie au tour par tour développé par Quicksilver Software et publié le 31 mars 1996 par Interplay Entertainment,. Comme dans la plupart des jeux de stratégies au tour par tour, le joueur doit déplacer ses hommes (incluant les explorateurs, les colons et les soldats) à travers un monde encore inconnu. Sa première tâche est de découvrir un bon emplacement pour fonder sa colonie. Il doit ensuite développer celle-ci en construisant différents bâtiments comme des fermes, des maisons ou des mines lui permettant de produire les ressources nécessaire à étendre la colonie ou à en fonder de nouvelles. Le joueur peut alors être confronté aux indiens natifs ou aux colons d’autres nations. Les combats prennent place sur un plateau de douze cases. Chaque joueur contrôle trois types d’unités différentes - l’infanterie, la cavalerie et l’artillerie - et doit attaquer les troupes de l’adversaire, son succès dépendant du nombre de troupes et des compétences du commandant.

## Accueil
| Conquest of the New World |      |       |
| Média                     | Pays | Notes |
| Computer Gaming World     | US   | 4.5/5 |
| GameSpot                  | US   | 85 %  |
| Gen4                      | FR   | 4/6   |
| Joystick                  | FR   | 90 %  |